# Mount Peacock
Mount Peacock är ett berg i Antarktis. Det ligger i Östantarktis. Nya Zeeland gör anspråk på området. Toppen på Mount Peacock är 3 210 meter över havet, eller 288 meter över den omgivande terrängen. Bredden vid basen är 2,0 km.
Terrängen runt Mount Peacock är bergig norrut, men söderut är den kuperad. Trakten är obefolkad. Det finns inga samhällen i närheten.
Den brittiske polarforskaren James Clark Ross upptäckte berget den 15 februari 1841 under sin antarktiska expedition (1839-1843). Ross döpte berget efter den brittiske matematikern George Peacock (1791-1858), en medlem av British Association for the Advancement of Science.